# آزمایشگاه ملی نقشه‌برداری مغز
آزمایشگاه ملی نقشه‌‌برداری مغز (National Brain Mapping Lab)، نام مرکزی تخصصی در حوزه‌ی زیر ساخت تصویربرداری و تحریک مغزی‌است که به منظور تحقیقات شناختی و ارائه خدمات دانش‌بنیان در حوزه علوم و فناوری‌های شناختی ایجاد شده‌است. این مرکز در تاریخ ۱۱ مرداد ۱۳۹۵، توسط معاون اول رئیس‌جمهور، اسحاق جهانگیری، معاون علمی رئیس‌جمهور، سورنا ستاری، وزرای علوم و بهداشت و با حضور روسای دانشگاه‌ها افتتاح شد. این آزمایشگاه یک مرکز مستقل و ملی است که امکانات و تجهیزات موجود در آن در اختیار تمامی محققان قرار می‌گیرد.

## دربارهٔ آزمایشگاه
آزمایشگاه ملی نقشه‌برداری مغز به منظور پاسخگوئی به بخشی از نیازهای پژوهشی و فناوری کشور در زمینهٔ ایجاد زیرساخت تصویربرداری و تحریک مغزی، برای تحقیقات شناختی و ارائه خدمات دانش‌بنیان و نوین، در حوزه علوم و فناوری‌های شناختی ایجاد شده‌است که به صورت هیئت امنایی اداره شده و یک مؤسسهٔ ملی است و امکانات آن در اختیار همه دانشگاه‌ها و محققان کشور قرار دارد. تجهیزات مورد نیاز آزمایشگاه که در طی چندین جلسه، توسط استادان سفارش داده شد، شامل: دستگاه‌های تصویربرداری تشدید مغناطیسی۳ تسلا، تحریک غیرتهاجمی مغزی (TMS و TCS سازگار با MRI)، الکتروانسفالوگرافی (شامل سیستم سازگار با MRI) و طیف‌نگاری کارکردی مادون قرمز نزدیک (FNIRS) می‌باشند. این آزمایشگاه همچنین مجهز به امکانات پیشرفتهٔ پردازش داده، تصاویر و سیگنال و همچنین ارزیابی شناختی است.
استانداردها:
ایزو استاندارد(ISO) آزمایشگاه ملی نقشه‌برداری مغز بر اساس استاندارد ISO 9001: ۲۰۰۸ در تاریخ ۱۴ سپتامبر ۲۰۱۶، مورد بازرسی قرار گرفت و موفق به اخذ گواهینامه شده‌است.

## تاریخچه آزمایشگاه
آزمایشگاه ملی نقشه‌برداری مغز (NBML) در تاریخ ۱۱ مرداد ۱۳۹۵ برابر با ۱ اوت سال ۲۰۱۶، با شعار «توسعه همگرایی علم و فناوری در نقشه‌برداری مغز» و پنج سال پس از تصویب پیشنهاد مربوط به توسعه علوم شناختی و فناوری توسط شورای عالی انقلاب فرهنگی افتتاح شد. بر این اساس، دولت متعهد به حمایت از پرژه NBML با تحقیق در "علوم شناختی" شناخته شد. از اینرو «شورای علمی و فناوری علوم شناختی» توسط معاون رئیس‌جمهور  تأسیس شد. بر این اساس، قانون مجوز آزمایشگاه را به عنوان یک مؤسسه ملی اختصاص داده‌است که در دسترس همه دانشگاه‌ها و محققان است و باید توسط هیئت مدیره، بدون هیچ گونه وابستگی دانشگاهی هدایت شود. طبق این مصوبه که در سال ۲۰۱۴ تأیید شد، هیئت مدیره آزمایشگاه شامل وزیر علوم تحقیقات و فناوری، وزیر بهداشت و آموزش پزشکی و معاون رئیس دانشکده علوم و فناوری و دستیاران ایشان، با ریاست وزیر علوم تحقیقات و فناوری می‌باشند. این یک پروژه مشترک بین وزارت بهداشت و آموزش پزشکی و وزارت علوم تحقیقات و فناوری است که رئیس آزمایشگاه را انتخاب می‌کنند.

## اساسنامه تشکیل آزمایشگاه
اساسنامه این آزمایشگاه از سوی ستاد توسعه علوم و فناوری‌های شناختی تدوین شد و در سال ۹۳ به تصویب شورای گسترش وزارت علوم رسید. در این اساسنامه وزرای علوم و بهداشت و همچنین معاون علمی رئیس‌جمهور و معاونین تحقیقات و فناوری‌های آن‌ها عضو هیئت امنای این آزمایشگاه تعیین شدند. ریاست هیئت امنای این آزمایشگاه برعهده وزیر علوم و ریاست آزمایشگاه نیز برعهدۀ وزیر بهداشت است.
اولین جلسه هیئت امنای آزمایشگاه ملی نقشه‌برداری مغز در سال ۹۳ تشکیل شد و وزیر بهداشت، محمدرضا آی استاد گروه فیزیک پزشکی و مهندسی پزشکی دانشگاه تهران را به عنوان رئیس این آزمایشگاه پیشنهاد کرد که به اتفاق آراء به تصویب هیئت امنا رسید. در مرحله اول، برای این آزمایشگاه با حمایت معاون علمی و فناوری رئیس جمهور، مبلغ ۱۵ میلیارد تومان برای خرید تجهیزات هزینه شد و آزمایشگاه در حال مطالعه، برای خرید تجهیزات فاز دوم قرار گرفت.

## فرایند ساخت و ساز آزمایشگاه
پس از بودجه بندی توسط معاون رئیس‌جمهور برای علوم و فناوری در خرداد ۱۳۹۴، آزمایشگاه بر آن اساس شامل مساحتی به میزان ۲۲۰۰ متر مربع و بر اساس آخرین استانداردهای پزشکی، در شهریور ۱۳۹۴ طراحی شد و ساخت و ساز رسماً در مهر ۱۳۹۴ آغاز شد و در اواخر فروردین ۱۳۹۵ تکمیل شد. تجهیزات و امکانات آزمایشگاهی توسط هیاتی از کارشناسان داخلی و خارجی و استادان دانشگاه انتخاب و سفارش داده شدند. نصب دستگاه‌ها و تجهیز آزمایشگاه به همراه آموزش پرسنل در تیرماه ۱۳۹۵ تکمیل شدند.
افتتاح:
مراسم افتتاحیه آزمایشگاه در مرداد ۱۳۹۵، در حضور اسحاق جهانگیری، معاون اول رئیس‌جمهور، وزیر بهداشت و آموزش پزشکی سید حسن قاضی‌زاده هاشمی، وزیر علوم، تحقیقات و فناوری محمد فرهادی و معاون علمی و فناوری رئیس‌جمهوری سورنا ستاری اتفاق افتاد.

## مأموریت و اهداف
برنامه‌های آزمایشگاه ملی نقشه‌برداری مغز اینگونه توصیف کرده‌اند: 
- حمایت از فعالیت‌های تحقیقاتی در حوزه علوم اعصاب شناختی و فناوری از طریق ارائه خدمات تخصصی تصویر برداری عصبی و نورومدولاسیون
- خدمات مبتنی بر دانش و به روز برای تحقیقات پیشرفته در زمینه علم و فناوری عصبی شناختی
- ایجاد نقشه‌های نوین مغز و تکنیک‌های نرومدولاسیون با توجه به تجربیات سایت
- انتقال تکنیک‌های پیشرفته معرفی شده توسط نقشه‌برداری مغز و مطالعات پیشگامان نورمودولتاس به خدمات قابل اجرا
- استانداردسازی پروتکل های جمع‌آوری و پردازش اطلاعات پزشکی طبق استانداردهای بین‌المللی، دستورالعمل‌ها و توصیه‌ها در سرتاسر کشور
- ارتقا سطح علمی و بین‌المللی کشور در زمینه علوم و اعصاب شناختی

ماهیت دیدگاه آزمایشگاه به عنوان انجام موارد زیر خلاصه شده‌است: 
- ارتقاء وضعیت آموزشی کشور در سطح بین‌المللی از طریق برگزاری سمینارها، کارگاه‌ها، کنفرانس‌ها و جلسات ارائه شده توسط دانشمندان معتبر
- نقش مؤثر در معرفی تحقیقات جدید و جامع در زمینه توسعه و اختلالات مغزی
- افزایش نقش کشور در تولید علم، تحقیق و انتشار یافته‌های علمی و رفع نیازمندی‌های مراقبت‌های بهداشت عمومی

## بخش‌های آزمایشگاه
بخش‌های این آزمایشگاه عبارتند از:
- MRI
- EEG
- FNIRS
- TMS
- TCS

MRI بخش تصویربرداری تشدید مغناطیسی (ام‌آرآی)
اسکنر 3T Prisma یک سیستم تصویربرداری رزونانس مغناطیسی با ۶۴ کانال گیرنده است که شامل بیش از ۲۰۴ عدد سیم پیچ با ۱۲۸ کانال مستقل RF می‌باشد. قطر داخلی مگنت ۶۰ سانتیمتر و میدان تصویری 50x50x50 سانتی‌متر است. تصویربرداری دیفیوژن رشته‌های عصبی (DTI) با حداکثر ۲۵۶ جهت، تصویربرداری دیفیوژن اسپکتروم (DSI) با ۵۱۴ جهت انتشار، آنژیوگرافی Time-resolvedبا XR 80/200، ارزیابی کامل عملکردی MRI / DTI funtional، عملکرد تشدید iPAT، شیمینگ قدرتمند با طیف‌سنجی چند هسته ای، TimTX TrueShape و syngo ZOOMit با وضوح تصویر با وضوح بالا، (DWI) و ثبات سیگنال طولانی مدت که برای سکانس‌های تحقیقاتی دشوار مورد نیاز است قابلیت انجام خواهند داشت.
دستگاه‌ها:
- مگنت تصویربرداری تشدید مغناطیسی ۳ تسلا زیمنس مدل PRISMA با نرم‌افزار version VE11C

- تجهیزات عملکردی تحریک (Functional)
  - ابزار دریافت و پاسخ
  - ابزار نمایش تصویر همزمان
  - هدفون(Headphone)
  - دکمه‌های متحرک دستی(Joystick)
  - ردیاب و کنترل چشمی(Eye tracker)
  - پروژکتور(Projector)
  - تریگر(Trigger)

کویل‌ها:
- ۲۰ کاناله سرو گردن: ۱۶ کانال مغز و ۸ کانال گردن
- ۳۲ کاناله مغز
- ۶۴ کاناله سر و گردن: ۴۸ کانال مغز و ۱۶ کانال گردن
- ۴ کاناله بزرگ و کوچک انعطاف‌پذیر
- ۴ کاناله کوچک انعطاف‌پذیر
- ۱۸ کاناله تنه
- ۳۲ کاناله فقرات
- کویل سر CP فرستنده/گیرنده

فانتوم‌ها:
- Spectroscopy
- Spectral

EEG ثبت فعالیت الکتریکی مغز (الکتروانسفالوگرافی)
پردازش داده‌ها در سیستم عصبی مرکزی از طریق فعالیت الکتریکی نورون‌ها به دست می‌آید. فعالیت الکتریکی مداوم تولید شده توسط مغز می‌توانند با استفاده از الکترودهای روی پوست سر یا صورت اندازه‌گیری شود. الکتروانسفالوگرافی (EEG) یک روش ایمن و غیر تهاجمی برای ضبط فعالیت الکتریکی مغز است. ردیابی‌های به دست آمده به عنوان الکتروانسفالوگرام شناخته شده و جمع‌آوری پتانسیل پس از سیناپسی از تعداد زیادی از نورون‌ها را نشان می‌دهد.
تجهیزات:
- تقویت‌کننده ۸۰ کانال g.HIamp
- دو تقویت‌کننده ۱۶ کانال g.USBamp که به‌طور جداگانه یا به عنوان تقویت‌کننده ۳۲ کانال استفاده می‌شود
- آمپلی فایر ۳۲ کانال بی‌سیم g.Nautilus که امکان ضبط EEG را در حین فعالیت‌های بدنی یا حرکت در محدوده ۱۰ متری از ضبط کامپیوتر فراهم می‌کند
- تقویت‌کننده BrainAmp MR Plus سازگار با MR-64 کانال که امکان انجام مطالعات EEG-fMRI همزمان را فراهم می‌کند
- مجموعه کامل سنسورهای مورد استفاده برای اندازه‌گیری پارامترهای فیزیولوژیکی مانند میزان تنفس، ضربان قلب، دمای پوست، حرکات بدن و غیره
- g.TRIGbox که پالس‌های ماشه ای را از ورودی‌ها و سنسورهای مختلف تولید می‌کند
- g.STIMbox مورد استفاده برای طراحی و اجرای پارادایم با دقت زمان بالا از طریق ۱۶ خروجی دیجیتال

کاربردها:
- ارزیابی فعالیت مغز در عملکردهای شناختی مانند یادگیری، حافظه، توجه، حل مسئله، تصمیم‌گیری و غیره
- تشخیص و پیگیری اختلالات عصبی مانند ADHD، اوتیسم و...
- اندازه‌گیری و تمرین فعالیت مغز برای افزایش عملکرد مغز
- موضع یابی کانون‌های تشنج
- نقشه‌برداری عملکرد شناختی مانند نقشه‌برداری از زبان
- مطالعه مراحل خواب و اختلالات خواب مانند بیخوابی و غیره
- جایگزین، مکمل یا بهبود خروجی طبیعی CNS برای تعامل با محیط اطراف یا برخی از تغییرات فعالیت در داخل بدن به عنوان مثال برای بیماران فلج شده یا افراد سندرمیک
- بررسی اثرات تحریک در فعالیت‌های عصبی و عملکرد مغز
- مطالعه تغییرات متقابل در فعال سازی عصبی به دلیل تعاملات اجتماعی و رفتاری

خدمات:
- ضبط پتانسیل‌های رویدادی: ضبط EEG در هنگام اجرای برنامه‌های بصری، شنوایی، تحریک سموتوسنسوری یا انجام وظایف شناختی شناخته شده به عنوان پتانسیل‌های مرتبط با رویداد (ERPs) یا ضبط پتانسیل منجر شده (EPs)
- مطالعات نوروفیدبک: اجرای جلسات نوروفیدبک برای افزایش فعالیت مغز

ثبت EEG-fMRI: ضبط همزمان EEG-fMRI برای جمع‌آوری داده‌های مکمل که به وسیله این روش‌ها به دست می‌آید
- مطالعه خواب: ثبت EEG و اندازه‌گیری سایر پارامترهای فیزیولوژیکی مانند ضربان قلب، جریان تنفس و تلاش، حرکت اندام و غیره در طول زمان خواب
- طراحی سیستم رابط مغز و کامپیوتر: طراحی سیستم مبتنی بر EEG مبتنی بر BCI و تولید خروجی از طریق آنالیز و استخراج ویژگی EEG اندازه‌گیری شده
- ثبت EEG-TMS / TES: ضبط EEG (یا ERP) در طول TMS / TES
- هایپر اسکن (متعدد) EEG: ثبت الکتروانسفالوگرافی همزمان از دو یا چند نفر

طیف‌نگاری مادون قرمز عملکردی (fNIRS)
طیف‌سنجی نزدیک به مادون قرمز کاربردی (fNIRS) یک تکنولوژی تصویربرداری نوری کاربردی است که فعالیت عصبی و پاسخ‌های همودینامیکی مغز را اندازه‌گیری می‌کند. این روش غیر تهاجمی است و جذب نور NIR هموگلوبین را در خون با و بدون اکسیژن اندازه‌گیری می‌کند و اطلاعاتی در مورد فعالیت مغزی در حال انجام مانند مطالعات عملکردی مغناطیسی می‌دهد. تکنولوژی fNIRS تغییرات نسبی در غلظت هموگلوبین اکسیژن (oxyHb)، هموگلوبین deoxygenated (deoxyHb) و کل هموگلوبین (oxyHb + deoxyHb) را برای نظارت بر زمان واقعی و مداوم پویایی مغز اندازه‌گیری می‌کند. از آنجا که fNIRS و fMRI هر دو به تغییرات فیزیولوژیک مشابه حساس هستند، می‌توان آن‌ها را به عنوان روش‌های مقایسه ای مورد توجه قرار داد.
تجهیزات:
این بخش با ۴۸ کانال MR سازگار OxyMonfNIRS از Artinis مجهز شده‌است. این یک ابزار تحقیق بسیار پیشرفته با مشخصات اصلی به شرح زیر است:
- اندازه‌گیری تغییرات غلظت اکسی، دزوکس و کل هموگلوبین و شاخص اشباع بافتی اختیاری.
- جمع‌آوری سریع اطلاعات در ۵۰ هرتز به صورت استاندارد - (تا ۲۵۰ هرتز اختیاری)
- ~ ۰٫۰۰۱ انحراف استاندارد در تراکم نوری در مجموع ~ ۶ تراکم نوری در فرکانس اندازه‌گیری 10 Hz
- پیکربندی استاندارد با دو طول موج در هر کانال
- تداخل: با الیاف سازگار با NMR، این ابزار را می‌توان در داخل اتاق MRI استفاده کرد. EEG / ECG سیگنال نوری را تحت تأثیر قرار نمی‌دهد.

کاربردها:
- ضبط پاسخ همودینامیک مغز در طول محرک
- بررسی غیر تهاجمی عملکرد مغز در نوزادان
- نظارت بر بیماری‌های عصبی مانند آلزایمر، صرع، بیماری پارکینسون، اوتیسم …
- ارزیابی اختلالات روانپزشکی مانند اسکیزوفرنی، اضطراب، ADHD و …
- مطالعه رابط مغز و رایانه (BCI)

خدمات:
- نظارت بر اکسیژن مغز شامل تغییرات غلظت اکسی، دزوکس و کل هموگلوبین و شاخص اشباع بافتی اختیاری (TSI)
- همزمان fNIRS / EEG, TMS, tCS، و MRI مطالعات
- بررسی رابط کامپیوتر مغز (BCI) و Hyperscanning

بخش تحریک مغناطیسی مغز (TMS)
این بخش شامل تجهیزات زیر است: 
- بخش تحریک الکتریکی مغز (tCS)
- پردازش و آنالیز تصاویر
- واقعیت مجازی و ارزیابی شناختی
- مگنتوانسفالوگرافی (MEG)

## تجهیزات آزمایشگاه
این مرکز شامل تجهیزات زیر است: 
- دستگاه تصویربرداری تشدید مغناطیسی ۳ تسلا.
- دستگاه‌های الکتروانسفالوگرافی ۱۶، ۳۲ و ۸۰ کاناله و انواع سنسورهای مورد نیاز (شامل سیستم سازگار با MRI).
- دستگاه طیف نگاری کارکردی مادون قرمز نزدیک ۴۸ کاناله (FNIRS سازگار با ام آر آی).
- دستگاه تحریک غیرتهاجمی مغناطیسی مغزی (TMS سازگار با MRI).
- دستگاه تحریک غیرتهاجمی الکتریکی مغزی تک کاناله و ۸ کاناله و TCS سازگار با MRI.

## آنالیز تصاویر
آنالیز تصاویرMR Spectroscopy:
طیف‌سنجی رزونانس مغناطیسی یک روش تحلیلی است که برای تکمیل تصویربرداری رزونانس مغناطیسی (MRI) در مشخص کردن بافت نرم استفاده می‌شود. در هر دو تکنیک معمولاً سیگنال از پروتون‌های هیدروژن دریافت می‌شود. اما MRI به‌طور عمده از پروتون‌های داخل آب و چربی سیگنال دریافت می‌کند که تقریباً هزار برابر بیشتر از مولکول‌هایی است که توسط MRS تشخیص داده می‌شوند. MRI اغلب از سیگنال موجود در دسترس برای تولید تصاویر 2D استفاده استفاده می‌کند، در حالی که MRS اغلب سیگنال را از یک منطقه محلی منفرد (واکسل) به دست می‌آورد.
داده‌های طیف‌سنجی تشدید مغناطیسی یا MRS به‌طور عمده از یک ناحیهٔ محدود و مشخص اخذ می‌شوند و به صورت یک سیگنال یک بعدی در فضای فوریه هستند که غلظت متابولیت‌های مختلف بافت مانند Choline, Creatine, NAA و غیره را به دست می‌دهند.
این روش امکان نمایش غلظت متابولیت‌های بافت به صورت غیرتهاجمی را دارد و برای بررسی ترکیبات تومورها، بافت‌های نکروز شده و به‌طور کلی هر جا که اطلاعاتی در مورد ترکیبات متابولیتی بافت نیاز باشد استفاده می‌شود.
آنالیز تصاویر ASL:
تکنیک ASL یک تکنیک تصویربرداری MRI است که به‌طور غیرتهاجمی، پرفیوژن در سطح بافت در مغز را اندازه می‌گیرد. چند مورد از ویژگی‌های تصاویر پرفیوژن از نوع Arterial Spin Labeling شامل:
- نمایش تغییرات و سطح‌بندی یک ضایعه در مراحل اولیهٔ تغییرات
- عدم نیاز به تزریق مادهٔ کنتراست‌زا و غیرتهاجمی بودن
- مناسب برای مطالعه روی کودکان و افرادی که در آن‌ها محدودیت تزریق مادهٔ کنتراست‌زا وجود دارد
- بررسی تغییرات آهسته در فعالیت نورون‌ها ناشی از mood,mental set و learning و cognitive function
- اندازه‌گیری کمّی مقدار جریان خون مغزی (ml /100g of tissue/min)